# 马克西姆-加埃尔·恩加亚普
马克西姆-加埃尔·恩加亚普（法語：Maxime-Gaël Ngayap，2001年6月22日—），法国男子柔道运动员，2023年世界柔道锦标赛混合团体银牌得主、2024年世界柔道锦标赛混合团体银牌得主。